# Багин, Юрий Иванович
Ю́рий Ива́нович Ба́гин (7 сентября 1928, Пермь, РСФСР — 11 января 2010, Екатеринбург, Российская Федерация) — советский российский учёный, инженер-механик, преподаватель, доктор технических наук (1988), профессор (1988), Изобретатель СССР (1970), Заслуженный деятель науки и техники Российской Федерации (1993), ректор Свердловского сельскохозяйственного института (1983—1995).

## Биография
Родился 7 сентября 1928 года в городе Пермь, РСФСР.
В 1951 году окончил Горьковский политехнический институт по специальности «инженер-механик». Работал на Заводе транспортного машиностроения технологом цеха, затем конструктором.
В 1953 году начал работать в Свердловском государственном сельскохозяйственном институте, где последовательно был ассистентом, старшим преподавателем, доцентом кафедры «Тракторы и автомобили», деканом заочного факультета, деканом факультета механизации, заведующим кафедрой «Тяговые машины». В 1962 году защитил кандидатскую диссертацию.
В 1972 году перешёл на работу проректором по научной работе в Уральский государственный лесотехнический институт. В 1982 году Юрий Багин назначен ректором Свердловского сельскохозяйственного института, трудился на этом посту до 1995 года. В 1988 году защитил диссертацию на соискание учёной степени доктора технических наук, в том же году избран профессором.
Под его руководством в институте был проведён ремонт помещений, организованы новые лаборатории, скоординирован учебный процесс. Помимо автомобильной, кафедра так же начала подготовку специалистов по танковой специальности.
В 1995 года возглавил кафедру «Автомобили и тракторы» Уральского государственного технического университете.
Сфера научных и практических интересов Брагина лежит в области создания гидростатических приводов активных прицепов для большегрузных автопоездов, гидростатических передач автомобильных и тракторных систем, новых уплотнений из полимерных материалов и покрытий ими рабочих поверхностей трущихся пар.
Среди его учеников четверо стали кандидатами наук. Получил 8 авторских свидетельств на изобретения, в 1970 году получил нагрудный знак «Изобретатель СССР». Написал 120 печатных научных работ, в том числе 13 монографий. Являлся действительным членом Российской академии аграрного образования (1994), академиком Международной Академии сельскохозяйственного образования.
Награждён Орденом Трудового Красного Знамени (1986) и медалями. За большой вклад в техническую науку Юрий Иванович Багин был удостоен почётного звания «Заслуженный деятель науки и техники Российской Федерации».
Скончался 11 января 2010 года в Екатеринбурге. Похоронен на Широкореченском кладбище.

## Награды и звания
- Орден Трудового Красного Знамени (1986)
- Заслуженный деятель науки и техники Российской Федерации
- Изобретатель СССР